# Cautatha
Cautatha é um gênero de traça pertencente à família Arctiidae.